# Prince Mumba
Prince Moses Mumba (ur. 28 września 1984 w Kitwe) – zambijski lekkoatleta, specjalizujący się w biegu na 800 metrów, uczestnik igrzysk olimpijskich w Atenach i Londynie. 
Zajął 4. miejsce podczas Igrzysk afrykańskich w 2011 roku.
Wielokrotny rekordzista kraju, medalista mistrzostw NCAA.
Był chorążym reprezentacji Zambii na ceremonii otwarcia i zamknięcia Igrzysk Olimpijskich w Londynie.

## Rekordy życiowe
- Bieg na 800 metrów (stadion) – 1:46,14 (2011) rekord Zambii
- Bieg na 800 metrów (hala) – 1:47,19 (2006) rekord Zambii